# کیهان‌شناسی غشایی
کیهان‌شناسی غشایی به نظریه‌های متعددی در فیزیک ذرات و کیهان‌شناسی، در ارتباط با نظریه ریسمان، نظریه ابرریسمان و نظریه-ام اشاره می‌کند.

## غشاء و تنه
ایده محوری این است که جهان قابل مشاهده ۴ بعدی، محصور به یک غشاء در درون یک فضای با ابعاد بیشتر به نام «تنه» (که به آن ابرفضا نیز می‌گویند) است. در مدل تنه‌ای حداقل یکی از ابعاد باید قابل گسترش (احتمالاً نامحدود) باشد و غشاهای دیگر درون این تنه حرکت می‌کنند. برهمکنش با تنه و احتمالاً با غشاهای دیگر بر روی غشای ما تاثیر می‌گذارد و بدین ترتیب آثاری پدید می‌آورد که در بیشتر مدلهای استاندارد کیهان‌شناسی دیده نشده‌اند.

## چرا گرانش ضعیف و ثابت کیهانی کوچک است
برخی از نسخه‌های کیهان‌شناسی غشایی با تکیه بر ایده بعد اضافی بزرگ، می‌توانند توضیح دهند که دلیل ضعیف بودن گرانش نسبت به سایر نیروهای بنیادی طبیعت چیست و از این طریق مسئله سلسله‌مراتب را حل می‌کنند. در تصویر غشایی از جهان، سه نیروی بنیادی دیگر (الکترومغناطیس، و نیروهای هسته‌ای قوی و ضعیف) تنها به صورت محلی روی غشاء هستند اما گرانش چنین محدودیتی ندارد و در کل فضازمان، یعنی تنه منتشر می‌شود و بیشتر نیروی جاذبه گرانش به تنه نشط می‌کند. در نتیجه گرانش باید در مقیاس‌های کوچک (زیر اتمی یا حداقل زیر-میلی‌متری) باید به مراتب قوی‌تر باشد زیرا نیروی گرانشی کمتری به بیرون غشا نشط می‌کند. آزمایشهای متعددی برای آزمودن این نظریه در راه هستند.
به نظر می‌رسد که نسخه‌های گسترش یافته ایده بعد اضافی بزرگ با مفهوم ابرتقارنی در تنه،  نوید حل شدن مسئلهثابت کیهانی را می‌دهند.